# Alejandro Moro Cañas
Alejandro Moro Cañas (* 7. Dezember 2000 in Madrid) ist ein spanischer Tennisspieler.

## Karriere
Moro Cañas begann mit etwa acht Jahren Tennis zu spielen und zog zum Training an die Emilio Sánchez Academy des ehemaligen Tennisspielers Emilio Sánchez Vicario. Es gibt sowohl in der Nähe von Barcelona als auch in Florida eine Niederlassung.

### 2019–2023: Erste ITF-Titel
2019 spielte Moro Cañas seine ersten Profiturniere auf der drittklassigen ITF Future Tour. 2021 zog er im Einzel die ersten zwei Male in ein Future-Endspiel ein und gewann den ersten Titel, wodurch er in der Weltrangliste bis Rang 609 vorrückte. Im Folgejahr kamen zwei weitere Future-Titel hinzu, bei drei weiteren erreichten Finals. Auch auf den höher dotierten Events erzielte er erste Erfolge: In Pozoblanco stand er bei einem Turnier der ATP Challenger Tour im Viertelfinale. Zudem erhielt er durch eine Wildcard einen Startplatz in der Qualifikation des Masters in Madrid, wo er in der ersten Runde Francisco Cerúndolo, die Nummer 49 der Welt, überraschend deutlich mit 6:0, 6:4 besiegte. Im anschließenden Match gegen Lorenzo Musetti verlor er in drei Sätzen. Das Jahr schloss er auf Platz 321 ab. Im Jahr 2023 spielte Moro Cañas fast ausschließlich Challengers. In Prag schaffte er erstmals den Einzug ins Halbfinale, was ihm in Lyon und Pozoblanco zwei weitere Male gelang. Erneut verbesserte er sein Ranking damit um 80 Plätze auf Platz 241.

### 2024: Challenger-Titel und Top 150
Mit Platz 240 startete Moro Cañas im April 2024 in die Qualifikation der BMW Open, ein Turnier der ATP Tour. Mit zwei Siegen schaffte er dort den erstmaligen Einzug in die Hauptrunde auf der Tour. Dort schlug er den US-Open-Sieger von 2020, Dominic Thiem, in zwei Sätzen, ehe Taylor Fritz ihn besiegte. Beim anschließenden Challenger in Rom gewann er seinen ersten Challenger-Titel nach einem Finalsieg über Vilius Gaubas und zog damit erstmals in die Top 200 ein.
Durch seine Position war er für die Qualifikation der Grand-Slam-Turniere gesetzt. In Roland Garros sowie Wimbledon schaffte er nach zwei Siegen jeweils die Finalrunde um den Einzug ins Hauptfeld. Während er gegen Mattia Bellucci in Paris verlor, schaffte er gegen Damir Džumhur den Einzug ins Hauptfeld von Wimbledon. Dort unterlag er zum Auftakt dem Lokalmatadoren Jacob Fearnley in drei Sätzen. Mit seinem zweiten Challenger-Finaleinzug in Porto, wo er gegen August Holmgren verlor, schaffte er den Sprung unter die Top 150.

## Erfolge
| Legende (Anzahl der Siege) |
| Grand Slam                 |
| ATP Finals                 |
| ATP Tour Masters 1000      |
| ATP Tour 500               |
| ATP Tour 250               |
| ATP Challenger Tour (1)    |

### Einzel

#### Turniersiege
| Nr. | Datum          | Turnier | Belag | Finalgegner   | Ergebnis |
| --- | -------------- | ------- | ----- | ------------- | -------- |
| 1.  | 28. April 2024 | Rom     | Sand  | Vilius Gaubas | 7:5, 6:3 |